# Capilla del Palacio de Coudenberg
La capilla del Palacio de Coudenberg fue un lugar de culto en esa residencia real, también desaparecida.

## Historia
El Palacio de Coudenberg era residencia de los duques de Borgoña y después, sede de la corte de los Países Bajos. Esta residencia contó con una primera capilla. 
Carlos V mandó construir una nueva capilla de mayores dimensiones, comenzándose su construcción en 1522.
La capilla sobrevivió al incendio que arrasó el palacio en 1731. Finalmente sería demolida durante los trabajos ordenador por Carlos de Lorena para construir un nuevo palacio real a finales del siglo XVIII. Se conservan aún restos de los pisos inferiores.

## Descripción

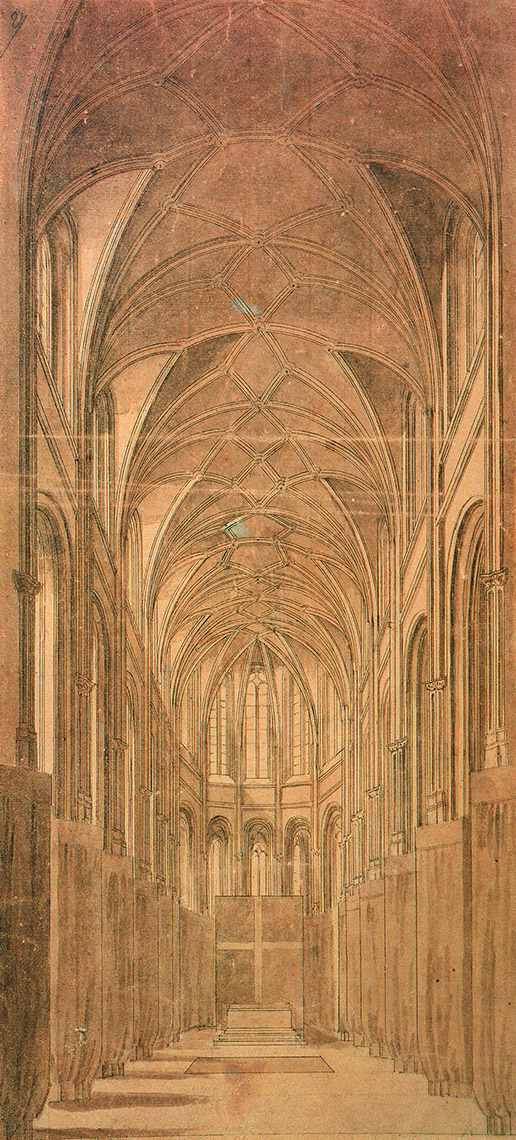
Interior de la capilla en un dibujo de 1720

La capilla se encontraba al sur del palacio de Coudenberg, en una disposición que orientaba el ábside de la capilla hacia el oeste.
La capilla era de estilo tardogótico y contaba  con una nave central de mayores proporciones y sendas naves laterales a los lados. 
En su interior se celebraron matrimonios, funerales y otras ceremonias de la corte de Bruselas.